# チェルヌスコ・ロンバルドーネ
チェルヌスコ・ロンバルドーネ（伊: Cernusco Lombardone）は、イタリア共和国ロンバルディア州レッコ県にある、人口約3,800人の基礎自治体（コムーネ）。

## 地理

### 位置・広がり
レッコ県南部のコムーネ。県都レッコから南へ18km、州都ミラノから北北東へ30kmの距離にある。

#### 隣接コムーネ
隣接するコムーネは以下の通り。
- メラーテ
- モンテヴェッキア
- オズナーゴ

### 気候分類・地震分類
気候分類では、zona E, 2449 GGに分類される。
また、イタリアの地震リスク階級 (it) では、zona 3 (sismicità bassa) に分類される。

## 行政

### 分離集落
チェルヌスコ・ロンバルドーネには、以下の分離集落（フラツィオーネ）がある。
- Cavigiolo, Fontanella, Moscoretto, Moscoro, Paravino